# Лотова, Капитолина Николаевна
Капитолина Николаевна Лотова (род. 27 октября 1949 года, Горький) — советская прыгунья в длину и тренер высшей категории по лёгкой атлетике. Чемпионка СССР 1973 года.

## Биография
Капитолина Николаевна Лотова родилась 27 октября 1949 года в Горьком. Училась в средней школе № 170 Автозаводского района.  Некоторое время работала лаборантом в отделе главного технолога Горьковского автомобильного завода.
Тренировалась под руководством Виктора Александровича Степаненкова. В 1974 году в составе сборной команды СССР участвовала в чемпионате Европы в Риме.
Двукратная чемпионка мира среди ветеранов 1997 года. Четырёхкратная чемпионка Европы среди ветеранов (1990, 1994, 1996, 1998).
С конца 1970-х годов работает тренером в КСДЮСШОР № 1. Наиболее высоких результатов среди её воспитанников добился Олег Мишуков, ставший серебряным призёром чемпионата Европы 2002 года, двукратным чемпионом России (2000, 2002), чемпионом России в помещении 2002 года. Также воспитала нескольких кандидатов в мастера спорта. Особенно выдающихся результатов добился Евгений Русин, который пробежал 100м за 10.9 в 15 лет..

## Основные результаты

### Международные
| Год  | Соревнования     | Место проведения | Место | Результат |
| ---- | ---------------- | ---------------- | ----- | --------- |
| 1974 | Чемпионат Европы | Рим, Италия      | 10    | 6,29 м    |

### Национальные
| Год  | Соревнования   | Место проведения | Место | Результат |
| ---- | -------------- | ---------------- | ----- | --------- |
| 1973 | Чемпионат СССР | Москва           | 1     | 6,44      |
| 1974 | Чемпионат СССР | Москва           | 3     | 6,47      |
| 1975 | Чемпионат СССР | Москва           | 2     | 6,35      |

## Награды и звания
- Знак «Отличник физической культуры и спорта».
- Занесена в Книгу почёта ОАО «ГАЗ».
- Почётное звание «Заслуженный автозаводец».